# Rhinolophus lepidus
Rhinolophus lepidus — вид рукокрилих родини Підковикові (Rhinolophidae).

## Поширення
Країни проживання: Афганістан, Бангладеш, Камбоджа, Китай (Юньнань), Індія, Індонезія (Суматра), Малайзія (півострів Малайзія), М'янма, Непал, Пакистан, Таїланд, В'єтнам. Цей вид дуже поширений в Південній Азії і Південно-Східній Азії. Був записаний до висоти 2330 м над рівнем моря. Цей вид можна знайти в сухих і вологих лісах і на кордонах лісів. Сідала лаштує в печерах, невживаних тунелях, старих і зруйнованих будівлях, старовинних храмах. Його політ повільний і низький. Поживою є лускокрилі, твердокрилі, двокрилі, перетинчастокрилі.

## Загрози та охорона
Загалом, немає серйозних загроз для даного виду. Присутній у багатьох охоронних територіях.